# Logan Henderson
Logan Phillip Henderson (* 14. září 1989) je americký herec a skladatel. Je známý díky své roli Logana Mitchella v seriálu Nickelodeon Big Time Rush. Také je znám díky skupině se stejným názvem. Logan má mladší sestru Presley. Jeho rodiče se jmenují Pam a Phillip Henderson. Jeho babička byla českopolské národnosti. Vyrůstal v hudebně založené rodině, proto na něho mělo vliv hodně starších hudebních směrů. Také má rád snowboarding, wakeboarding a psaní hudby.

## Kariéra

### Herectví
Logan měl malou roli jako školní tyran v televizním pořadu Friday Night Lights, před přesunem do Kalifornie ve věku 18 let se věnoval herecké kariéře. Loganova průlomová role byla v seriálu Big Time Rush, kde hraje Logana Mitchella. Hraje zde kluka, který vždy dostává zbytek kapely z potíží. Také se objevil v epizodě BrainSurge. Logan a zbytek Big Time Rush vystupovali v roce 2010 a 2012 na Choice Awards.

### Hudba
Logan podepsal smlouvu se Sony Music Entertainment a Columbia Records v rámci Big Time Rush v roce 2009. Po uvedení čtyř propagačních singlů včetně „Big Time Rush“, „City is Ours“, „Halfway There“, a „Til I Forget About You“ skupina vydala v roce 2010 své debutové album BTR. Logan napsal pro BTR píseň „Oh Yeah“. Album se dostalo na 3. místo v Top 200 v seznamu alb na iTunes. Později bylo zlaté v USA a Mexiku. Vydali druhé album Elevate. Logan napsal „Time of Our Life“ s Nicholasem „RAS“ Furlong. Kromě toho Logan spolupracoval na napsání tří písní z Elevate včetně „Music Sounds Better with U“ a „Love Me Love Me“.